# 王郁琦
王郁琦（1969年8月4日—），中華民國政治人物，現任世新大學法律學院專任副教授兼智慧財產暨傳播科技法律研究所所長，曾任馬英九政府首任總統府發言人、國安會諮委、陸委會主委，也是第一位在任內訪問中國大陸的主委。

## 生平

### 早年教育：1969-1997
1969年出生。1984至1987年就读于台北市立建国中学。上高中后，打电动是他的家常便饭。1987年考上台湾大学法律系后，他参加辩论社，并曾作为台湾大学辩论队辩手在1990年亚洲辩论大赛中打败南京大学辩论队。
1991年获得台湾大学法律学士。次年赴美，入读印第安纳大学攻读科技法律博士学位，1993年获得法学硕士（LL.M.），1997年获得司法学博士学位（S.J.D）。

### 学术职涯：1997-2008
同年回国，任元智大学信息社会研究所助理教授。2001至2005年，任世新大學法學院助理教授。2006至2012年，任世新大學法學院副教授。

### 仕途经历：2008-2016

#### 總統府發言人
2008年，馬英九當選中華民國總統，王郁琦被任命為首任總統府發言人。2010年，調任中華民國國家安全會議諮詢委員。

#### 陸委會主委
2012年10月2日，王郁琦接替賴幸媛擔任陸委會主委，成為陸委會史上最年輕的主委。上任伊始，民進黨立委表示訝異，並認為王郁琦是「國王人馬」，對於他以黑馬之姿成為陸委會主委，頗不以為然。國民黨則認為，王郁琦擁有總統府與國安會背景，加上過去參與幕僚工作，接觸不少兩岸事務，走到幕前應該能貫徹馬英九總統的兩岸思維，精準執行兩岸政策。

##### 2013年
6月，陸委會主委王郁琦被批評於立法院溝通「5分鐘」後，和大陸簽訂海峽兩岸服務貿易協議。此協定可能造成台灣損失，例如簽約後，台灣印刷業到大陸只能印印產品包裝等東西，但是大陸廠商可以到台灣經營任何印刷相關事業而其正向影響尚待觀察。但也有企業家表示，台灣要走出去，服貿協議一定要過關；服貿協議對台灣中小企業會有衝擊，但陸資可以來，台資也可以去，服貿協議對台灣是利多於弊。中國大陸是很大的市場，台灣產業要去面對競爭；政府有配套措施，大家就可以一起去，不怕競爭，才會有進步。
8月27日，王郁琦赴澳門，與澳門政府行政長官(特首)崔世安於澳門政府總部進行會晤，這是歷任陸委會主委第一次與澳門特首正式會面，雙方並以彼此正式職銜互稱。
10月6日第二十一届亞太經濟合作會議APEC领导人非正式会议在印尼峇里島举办，前副總統萧万长担任中华民国总统马英九特使，与中共中央总书记习近平会晤，陆委会参与APEC会议並做為「蕭習會」的幕僚單位，與大陸國台辦直接溝通聯繫。王郁琦也以陸委會主委的身分，全程參與「蕭習會」，突破過去此一場合沒有台方現任官員與會的慣例。「蕭習會」後，王郁琦與國台辦主任張志軍於場外自然互動，雙方互稱官職銜，展現雙方互相尊重及務實面對的態度，對於雙方互信的深化及兩岸良性互動具有重要意義，被認為是兩岸關係進展大突破。雙方呼籲應建立常態溝通與互動機制，就相關業務進行聯繫與溝通，也提出雙方的兩岸事務部門負責人應定期互訪。

##### 2014年
2014年2月11日，陸委會主委王郁琦和國台辦主任張志軍在南京召開首次兩岸事務首長會議，雙方互以官銜稱呼。王郁琦在「王張會」後記者會上表示，雙方同意建立常態溝通機制。張志軍同意具體落實台生在大陸的相關醫療保險，陸委會表示肯定。會後王邀請張回訪台灣。
3月18日夜間爆發太陽花學運，時程因而延宕。
3月20日，陸委會主委王郁琦對於服貿爭議提出看法，表示：國際貿易協定包含臺灣與大陸的服貿協議，可以先實施。如果成效不彰，也可啟動緊急磋商機制喊「卡」。
4月3日，陸委會主委王郁琦表示不可能接受民間版「兩岸協定締結條例草案」，因為民間版本以「國與國」關係定位兩岸關係，這是違背中華民國憲法，因此會使得兩岸協議簽不成。
6月底，與來訪的張志軍會晤；然而張在高雄張被潑漆攻擊，因而草草結束訪問行程離台。

##### 2015年
2月10日，北檢上午對張顯耀作出不起訴處分，王郁琦隨即提出辭呈請辭陸委會主委一職，2月17日由原國防部軍政副部長夏立言接任。之后转任國家安全會議諮詢委員，直至2016年5月政党轮替。

### 重返学界：2016-
2016年迄今，任世新大學法律學院專任副教授、世新大學法律學院智慧財產暨傳播科技法律研究所所長。曾任世新大學法學院科傳法研究中心主任。

## 荣誉

### 中华民国勋章奖章
- 三等景星勋章（2016年5月11日于台北总统府颁授[12]）

## 外部連結
- 行政院大陸委員會 - 主任委員簡介 - 王郁琦 （页面存档备份，存于）
- 王郁琦（智慧財產暨傳播科技法律研究所所長）世新大學法律學院

| 中華民國政府職務 | 中華民國政府職務                                             | 中華民國政府職務 |
| ---------------- | ------------------------------------------------------------ | ---------------- |
| 行政院           |                                                              |                  |
| 前任： 賴幸媛    | 行政院大陸委員會主任委員 第十任 2012年10月2日－2015年2月17日 | 繼任： 夏立言    |